# Egira conspicillaris
Egira conspicillaris är en fjärilsart som beskrevs av Carl von Linné 1758. Egira conspicillaris ingår i släktet Egira och familjen nattflyn. Inga underarter finns listade i Catalogue of Life.

## Bildgalleri

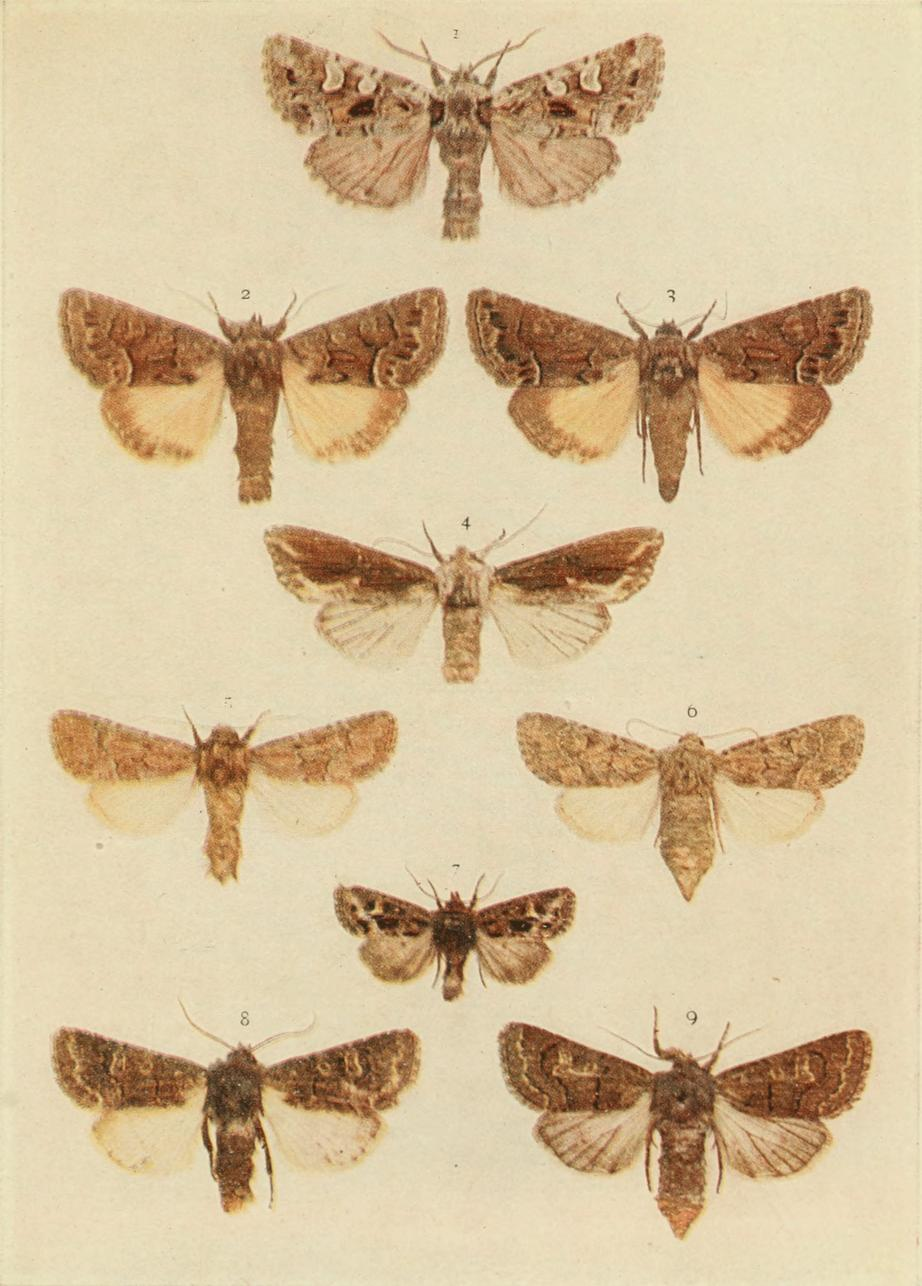